# ویلیام دوم
ویلیام دوم (به انگلیسی: William II) (زادهٔ در حدود ۱۰۵۶ - درگذشتهٔ ۱۱۰۰) ملقب به ویلیام روفوس یا ویلیام سرخ (به انگلیسی: William Rufus) که در فرانسه او را گیوم لو رو (به فرانسوی: Guillaume Le Roux) می‌نامیدند، پادشاه انگلستان از سال ۱۰۸۷ تا ۱۱۰۰ بود. او فرمانروایی توانمند بود اما طی حادثه‌ای به هنگام شکار کشته شد و به گمان بسیاری از مردم، او را به قتل رساندند تا برادرش هنری یکم جانشین او شود.

## زندگینامه
ویلیام دوم، سومین پسر ویلیام فاتح و دومین پسر زنده‌ماندهٔ او و محبوب پدر بود. او موهای سرخی داشت و به همین سبب او را روفوس لقب داده بودند.
بنا بر سنتی فئودالی، ویلیام به هنگام تقسیم میراث خود بین پسرانش، دوک‌نشین نورماندی را به پسر بزرگش رابرت دوم کرتوز و انگلستان را که جزو فتوحاتش بود به ویلیام دوم بخشید. با این حال بسیاری از بارون‌های نورمان که در انگلستان به سر می‌بردند خواهان پادشاهی یگانه بودند و کمی پس از آنکه ویلیام روفوس بر تخت نشست شروع به دسیسه‌چینی برای برکناری او به نفع برادرش رابرت کردند. آنها به رهبری اودو بایو، ارل کنت و برادر ناتنی ویلیام فاتح شورش‌هایی را علیه ویلیام دوم در شرق انگلستان در سالف ۱۰۸۸ بر پا داشتند.
ویلیام دوم در مقابل با قول کاهش مالیات و ایجاد یک دولت کارآمد توانست به‌سرعت حمایت ساکنان بومی انگلستان را به دست آورد. شورش‌ها سرکوب شد اما پادشاه نتوانست به وعده‌هایش عمل کند و در نتیجه، دومین شورش بارونی در سال ۱۰۹۵ به وقوع پیوست. اما این بار ویلیام روفوس رهبران شورش را چنان وحشیانه مجازات نمود که دیگر هیچ بارونی پس از آن جرأت به چالش کشیدن حکومت او را پیدا نکرد. ویلیام سپس سعی در تضعیف قدرت کلیسای انگلستان نمود که با مقاومت سنت آنسلم، اسقف کانتربری مواجه شد. اما انسلم شکست خورد و در سال ۱۰۹۷ به رم رفت و ویلیام به سرعت زمین‌های کانتربری را از آن خود کرد.
در همین دوران ویلیام دوم درگیر عملیاتی نظامی در اسکاتلند، ویلز و بویژه در نورماندی شد. ویلیام در سال ۱۰۹۱ توانست شاه مالکوم سوم اسکاتلند را مجبور به پذیرش سلطهٔ خود نماید، اما مالکوم در نوامبر ۱۰۹۳ علیه روفوس شورید که با واکنش سریع ویلیام روبرو شد و توسط نیروهای او در نزدیکی آلنویک در نورثامبرلند به قتل رسید. پس از این رویداد او شاهان اسکاتلند را خراجگزار خود ساخت و در ۱۰۹۷ ویلز را نیز به اطاعت از خود واداشت.
با این حال هدف اصلی ویلیام روفوس بازپس‌گیری نورماندی از برادر بی‌کفایتش رابرت بود. پس او وارد جنگی ۷ ساله علیه نورماندی شد که از ۱۰۸۹ تا ۱۰۹۶ به طول انجامید و پس از آن مقام برادرش را به یک متحد زیردست تنزل داد. رابرت سپس برای شرکت در جنگ‌های صلیبی در سال ۱۰۹۶ حرکت کرد و قلمرو پادشاهی خود را پیش برادرش روفوس گرو گذاشت که او بدون معطلی ماین را ضمیمهٔ قلمرو خود کرد.
ویلیام روفوس در سال ۱۱۰۰ هنگامی که مشغول شکار در جنگل نیو فارست در همپشایر بود از پشت مورد اصابت پیکانی قرار گرفت و کشته شد. والتر ریدل را ضارب احتمالی روفوس می‌شناسند و این احتمال وجود دارد که او تحت اوامر هنری، برادر کوچکتر شاه او را ترور کرده باشد. هنری پس از مرگ ویلیام دوم بی‌درنگ تاج و تخت پادشاهی انگلستان را تصاحب نمود و با عنوان هنری یکم قدرت را در دست گرفت.

## نگارخانه

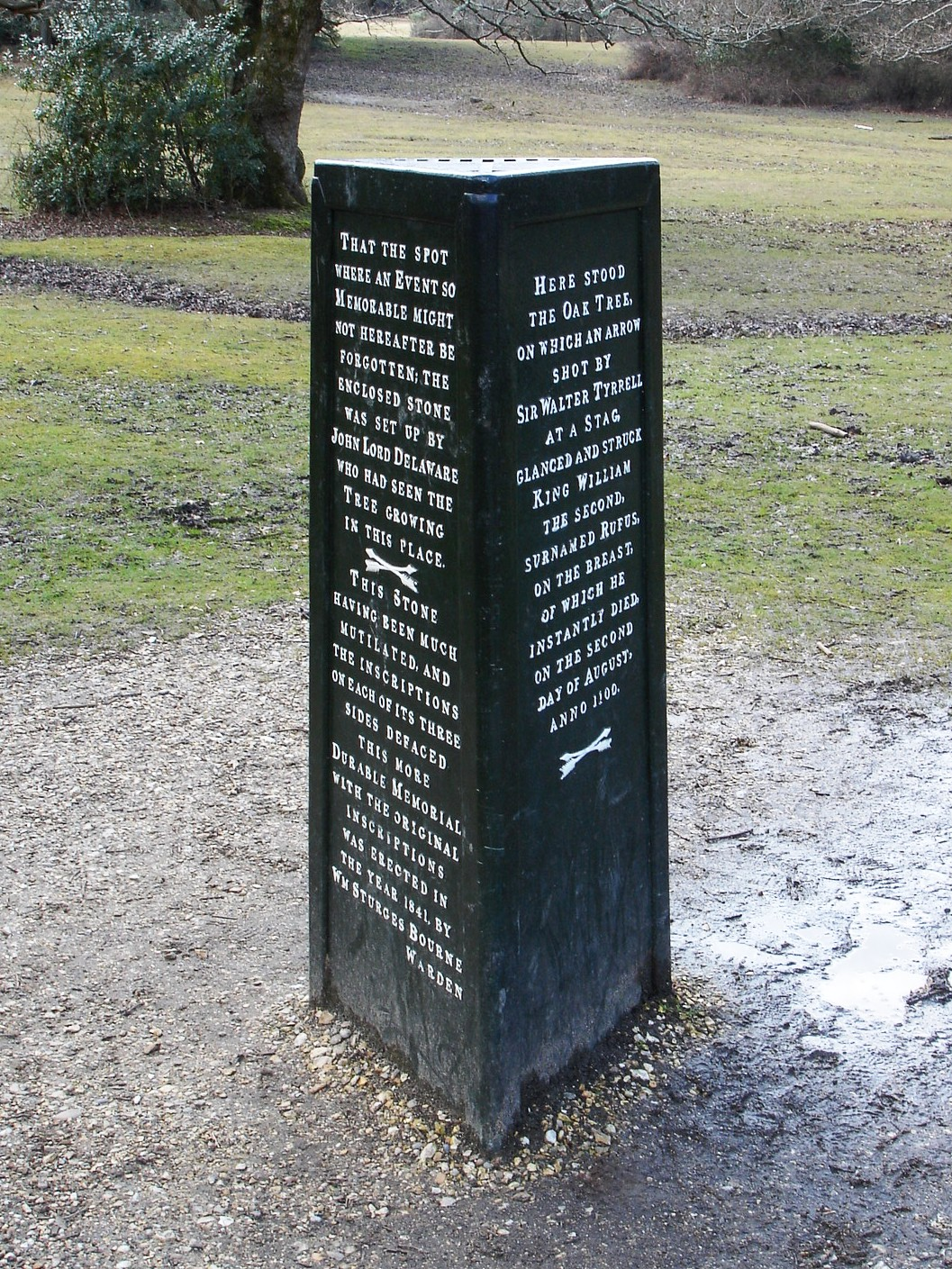